# Musik och film på Internet – hot eller möjlighet?
Musik och film på Internet – hot eller möjlighet? är en utredning av Cecilia Renfors. Utredningen beställdes av dåvarande justitieminister Thomas Bodström när debatten om fildelning tilltog i Sverige. Utredningen överlämnades till justitieminister Beatrice Ask den 3 september 2007. Regeringen meddelade den 14 mars 2008 att man inte hade för avsikt att gå vidare med de förslag i utredningen som handlade om utökat ansvar för internetleverantörer.

## Föreslagna åtgärder
- Utökat ansvar för internetleverantörer, bland annat genom plikt att stänga av personer som är inblandade i "omfattande" upphovsrättsintrång
  - Ansvaret kommer ligga på rättighetshavarna för att uppmärksamma internetleverantörer på dessa intrång.[3]